# 欧州特許条約
欧州特許条約（おうしゅうとっきょじょうやく、European Patent Convention: EPC）は、1973年10月5日にミュンヘンにおいて作成された、欧州諸国の特許に関する実体的、手続的要件を調和し、出願から特許付与までの手続を欧州特許庁で一括して行うことを目的とする条約である。正式名称は、欧州特許の付与に関する条約（Convention on the Grant of European Patents）。

## 概要
この条約に基づいて、出願人は、欧州特許庁に対して、特許の取得を望む締約国（拡張国を含む）を指定した出願を行うことにより、単一の手続及び単一の審査で複数の国における特許を取得することができる。ただし、成立した特許権の効力は各締約国の国内法令で定めるため、国によって異なり、また、成立した特許権の有効性は各国毎に争われる。このため、欧州特許庁が付与する特許は、国内特許の束（bundle of national patents）であると言われる。
この条約は、工業所有権の保護に関するパリ条約（パリ条約）第19条の特別の取極である。欧州特許出願に際してはパリ条約に基づく優先権を主張することができ、欧州特許出願は他国に特許出願をする際の優先権主張の基礎ともなる。また、特許協力条約（PCT）に基づく国際出願を行う場合には、欧州特許庁を指定して一括して保護を求めることも、各締約国を個別に指定して個々の国で国内特許としての保護を求めることもできる。

## 締約国及び拡張国
本条約の締約国は以下の38か国（2016年12月現在）。
アルバニア、オーストリア、ベルギー、ブルガリア、スイス、キプロス、チェコ、ドイツ、デンマーク、エストニア、スペイン、フィンランド、フランス、イギリス、ギリシャ、クロアチア、ハンガリー、アイルランド、アイスランド、イタリア、リヒテンシュタイン、リトアニア、ルクセンブルク、ラトビア、モナコ、マケドニア共和国、マルタ、オランダ、ノルウェー、ポーランド、ポルトガル、ルーマニア、セルビア、スウェーデン、スロバキア、スロベニア、サンマリノ、トルコ
なお、以下の2か国は、締約国ではないが、拡張国（extension states）とされており、欧州特許による保護を求めることができる。
ボスニア・ヘルツェゴビナ、モンテネグロ